# Pohárnokmester
A pohárnokmester, másképpen főpohárnok, a pohárnokok felügyelője az udvarban, illetve a királyi udvarházak rendszere felett, udvari főtisztviselő, főméltóság. Első említését 1148-ból ismerjük.

## Pohárnokmesterek

### Árpád-kor
| Név       | Pohárnokmesterség ideje | Pohárnokmestersége alatti uralkodó | Megjegyzés    |
| --------- | ----------------------- | ---------------------------------- | ------------- |
| Balduin   | 1235–39                 | IV. Béla                           | Rátót nembeli |
| Lőrinc    | 1239–41                 | IV. Béla                           |               |
| Lóránt    | 1241–42                 | IV. Béla                           | Rátót nembeli |
| II. Móric | 1242–46                 | IV. Béla                           | Pok nembeli   |
| Bágyon    | 1246–48                 | IV. Béla                           |               |
| Konrád    | 1248–60                 | IV. Béla                           | Győr nembeli  |
| Fülöp     | 1260–70                 | IV. Béla                           |               |

### Anjou-kor
| Név           | Pohárnokmesterség ideje | Pohárnokmestersége alatti uralkodó | Megjegyzés |
| ------------- | ----------------------- | ---------------------------------- | ---------- |
| Druget Miklós | 1332–1343               | I. Károly és I. Lajos              |            |
| Kont Miklós   | 1345–1351               | I. Lajos                           |            |
| Czudar Péter  | 1360–                   | I. Lajos                           |            |
| Czudar György | 1373–1382               | I. Lajos                           |            |

### Vegyesházi királyok kora
| Név             | Pohárnokmesterség ideje | Pohárnokmestersége alatti uralkodó | Megjegyzés                    |
| --------------- | ----------------------- | ---------------------------------- | ----------------------------- |
| Perényi Miklós  | 1387–90                 | Zsigmond                           | Péter fia                     |
| Perényi János   | 1390–96                 | Zsigmond                           | Péter fia                     |
| Perényi Imre    | 1396–1404               | Zsigmond                           | Péter fia                     |
| Tari Lőrinc     | 1405–06                 | Zsigmond                           | Rátót nembéli Tari László fia |
| Kompolti Péter  | 1419–21                 | Zsigmond                           | Péter fia István fia          |
| Kompolti László | 1421–28                 | Zsigmond                           | Péter fia István fia          |
| Kompolti Pál    | 1429–38                 | Zsigmond, Albert                   | Péter fia János fia           |
| Kompolti János  | 1429–38                 | Zsigmond, Albert                   | Péter fia István fia          |

homonnai Drugeth Simon (1462–1463)

## Királynéi pohárnokmesterek

### Vegyesházi királyok kora
| Név         | Pohárnokmesterség ideje | Pohárnokmestersége alatti királyné | Megjegyzés                    |
| ----------- | ----------------------- | ---------------------------------- | ----------------------------- |
| Tari Lőrinc | 1408–?                  | Cillei Borbála                     | Rátót nembéli Tari László fia |